# Козин, Октябрь Аскольдович
Октябрь Аскольдович Козин (1923, Полтавская область — 1973, Крымская область) — советский военнослужащий, в Великую Отечественную войну воевал на южном направлении, в Одессе, в Крыму. В 1943 заброшен за линию фронта в распоряжение партизан Крыма. Участвовал в войне с Японией. Войну закончил в звании капитана. После войны на руководящих должностях в Крыму.

## Биография

### На фронте
Родился в 1923 году в Полтавской области. Призван Николаевским военкоматом. В июне 1941 года окончил Одесское военно-пехотное училище, на фронте с первых дней Великой Отечественной войны. В июле 1941 года в звании лейтенанта О. А. Козин был назначен командиром взвода 31 Пугачевского им. Фурманова стрелкового полка 25-й Чапаевской дивизии в Одессе. Участник обороны Одессы, эвакуирован морем. Затем Октябрь Аскольдович Козин воевал на Крымском фронте — командир разведроты 481-го стрелкового полка 320-й стрелковой дивизии, в ноябре 1941 года, вывел из окружения более 200 бойцов которые вошли в состав Феодосийского партизанского отряда. В октябре 1942 года после ранения эвакуирован на «Большую землю», после излечению с декабря 1942 года — командир роты 164-й отдельной стрелковой бригады Северо-Кавказского фронта, где снова был ранен. После излечения с должности командира-наставника Махачкалинского военно-пехотного училища в июле 1943 был заброшен в расположение партизанского движения Крыма. Командир разведгруппы, начальник штаба 3-го партизанского отряда. В октябре 1943 года командир 17-го партизанского отряда 6-й бригады Северного соединения партизан Крыма. С марта по апрель 1944 года офицер связи Центрального штаба партизанского движения Крыма. По июнь 1945 года обучался на офицерских курсах «Выстрел» в Калининской области. В июне 1945 года Октябрь Аскольдович Козин назначен командиром разведроты Забайкальского фронта.

### После войны
В феврале 1946 О. А. Козин был демобилизован из армии в звании капитана по инвалидности, сказались несколько тяжелых ранений и контузий. С марта 1946 года работал в Крыму, на местах своей боевой деятельности: лесничий, начальник Зуйского лесхоза, в 1950—1957 годах председатель колхоза им. Калинина в селе Перевальное Симферопольского района, директор турбазы «Дубрава» (Артек). Октябрь Аскольдович Козин вёл большую общественную работу, был ответственным секретарем бюро секции партизан и подпольщиков Крыма, участвовал в работе совета военно-научного общества, был членом Совета ветеранов войны, членом секции по военно-патриотическому воспитанию при обществе «Знание». Часто выступал перед молодёжью в воинских частях, школах и других учебных заведениях. В Москве в Центральном музее Вооружённых сил Российской Федерации экспонируются личные вещи О. А. Козина и знамя 17-го партизанского отряда Северного соединения. Октябрь Аскольдович скончался в 1973 году от последствий боевых ранений.

## Семья
Жена — Валентина Викентьевна Козина (в девичестве Годлевская; 1927—2012) — партизанка Крыма, связная, после войны советский передовик производства, птичница, Герой Социалистического Труда (1965). Дочери — Галина и Наталья.

## Воспоминания
«На Буковом кордоне нас встретили старые партизаны. Всех зачислили в 17-й партизанский отряд, которым командовал лейтенант Октябрь Аскольдович Козин, ранее воевавший в легендарной 25-й Чапаевской стрелковой дивизии. Командир мне понравился: резкий и боевой парень.»
«Октябрь Козин выглядит совсем юным, хотя это уже бывалый командир. Среднего роста, сухощавый, с черными усиками и цыганскими глазами, он очень красив. Быстрый, порывистый. Говорит четко, без лишних слов.»
«Октябрь Козин. Рассказать анекдот, подковырнуть кого — хлебом не корми. В бою хитер, весел и безотказен. Октябрь Козин закончил свое партизанство с партийным билетом в кармане. Он командовал боевым отрядом, и о нём знают крымские мальчишки. Правда, не знают, что Октябрь уже в тринадцать лет имел больное сердце и много-много дней провел на больничной койке.»

Могила Козина на кладбище «Абдал» в Симферополе.

## Награды
Государственные награды О. А. Козина: орден Красного знамени (награжден 21.10.1943), орден «Знак Почёта» и медали: «За оборону Одессы», «За оборону Севастополя», «За оборону Кавказа», «За победу над Германией в Великой Отечественной войне 1941—1945 гг.», «За победу над Японией», «Партизану Отечественной войны» 1-й степени, а также три медали ВДНХ.